# Aromás elektrofil halogénezés
Az aromás elektrofil halogénezés szerves kémiai reakció, az aromás elektrofil szubsztitúciós reakciók egyik fajtája. A reakció az aromás vegyületek egyik jól hasznosítható, jellemző reakciója, mellyel szubsztituensek vihetők be az aromás rendszerekbe.
Néhány aromás vegyület, például a fenol, katalizátor nélkül is reakcióba lép, de a kevéssé aktivált benzolszármazékok csak Lewis-sav katalizátor mellett reagálnak. A tipikus Lewis-sav katalizátorok közé tartozik az AlCl3, FeCl3, FeBr3 és ZnCl2. Hatásukat úgy fejtik ki, hogy erősen elektrofil komplexet hoznak létre, amely megtámadja a benzolgyűrűt.

## Reakciómechanizmus
A benzol klórozásának reakciómechanizmusa ugyanaz, mint a brómozásé. A vas(III)-bromid és -klorid vízzel, vagy akár a levegő nedvességtartalmával érintkezve hatástalanná válik, ezért ezeket úgy állítják elő, hogy vasreszeléket adnak a brómhoz vagy klórhoz. A reakció mechanizmusa az alábbi:
A jódozás mechanizmusa némileg eltérő: jódot (I2) oxidálószerrel, például salétromsavval reagáltatnak, így kapják az elektrofil jód kationt (2 I+). A többi halogéntől eltérően a jód nem viselkedik bázisként, mivel pozitív töltésű. Egy tanulmányban jódozó reagensként jód és jódsav keverékét használták.
Egy másik vizsgálatsorozatban jód és tömény kénsavban oldott kálium-jodát keverékéből álló erős reagenst használtak. Ebben az esetben a jódozó ágens a I3+ trijodidion, míg a bázis a HSO4−. A reakció kinetikáját és az erősen deaktivált vegyületek, mint a benzoesav és a 3 -nitrobenzotrifluorid jódozásának preparatív körülményeit vizsgálták.
Az aromás vegyületek halogénezése eltér az alkénekétől, melyek nem igényelnek Lewis-sav katalizátort. Az aréniumion keletkezése az aromás jelleg ideiglenes megszűnésével jár, így nagyobb aktiválási energiát igényel, mint az alkének esetén a karbokationok képződése. Más szavakkal az alkének reaktivitása nagyobb, és reakciójukhoz nincs szükség a Br–Br vagy Cl–Cl kötés meggyengítésére.

## Érvényességi kör
Ha a gyűrű erősen aktiváló szubsztituenseket, például –OH, –OR vagy aminokat tartalmaz, akkor nem szükséges katalizátor, ilyen például a p-krezol brómozása:
Ha katalizátort használnak fölös mennyiségű bróm jelenlétében, akkor a tribromid keletkezik.
A fenolok halogénezése poláros oldószerekben a fenol disszociációja miatt gyorsabban játszódik le, mivel a fenoxidion nagyobb elektronsűrűsége miatt érzékenyebb az elektrofil támadással szemben.
A toluol katalizátor nélküli klórozásához is poláros oldószer, például ecetsav szükséges. Az orto/para szelektivitás kismértékű:
Ha az oldószert tetraklórmetánra cseréljük, nem történik reakció. Ezzel szemben ha a reaktáns 2-fenil-etilamin, akkor akár viszonylag apoláros oldószer alkalmazásával is lehetséges kizárólagos orto regioszelektivitás elérni, mivel a köztitermékként keletkező klóramin révén a reakció következő lépése intramolekuláris támadás lesz.
Az élelmiszer-színezékként használt eritrozin egy másik festék, a fluoreszcein jódozásával szintetizálható:
A reakciót nátrium-hidrogén-karbonát hajtja.

## Fordítás
Ez a szócikk részben vagy egészben  az   Electrophilic halogenation című angol Wikipédia-szócikk ezen változatának fordításán alapul.  Az eredeti cikk szerkesztőit annak laptörténete sorolja fel. Ez a jelzés csupán a megfogalmazás eredetét és a szerzői jogokat jelzi, nem szolgál a cikkben szereplő információk forrásmegjelöléseként.